# TPP政府対策本部
内閣官房TPP等政府対策本部（ないかくかんぼうTPPせいふたいさくほんぶ、英語: Japanese Government's TPP Headquarters at the Cabinet Secretariat Office）は、日本の内閣官房に設置された組織。内閣に設置されたTPP等総合対策本部（TPPとうそうごうたいさくほんぶ）とは、密接な関連があるが別の組織である。

## 概要
2013年4月5日にTPP協定に関する方針等の企画及び立案並びに総合調整を行うため、内閣官房TPP政府対策本部が設置された。2017年7月、内閣官房TPP等政府対策本部に改組することが定められた。

## 構成
- 本部長（経済再生担当大臣）[2]
  - 新藤義孝
- 首席交渉官（省名審議官級）[4]
  - 滝崎成樹
- 国内調整統括官（省名審議官級）[4]
  - 武藤功哉

## TPP等総合対策本部
2015年10月9日にTPP協定の実施に向けた総合的な政策の策定等のため、「TPP総合対策本部」として内閣に設置された。2017年7月11日に、日本・EU経済連携協定の大筋合意を踏まえて名称が「TPP等総合対策本部」に変更された。
- 本部長 内閣総理大臣
- 副本部長 経済再生担当大臣、内閣官房長官
- 本部員 本部長及び副本部長以外の国務大臣
- 本部の庶務は、関係行政機関の協力を得て、内閣官房TPP政府対策本部において処理する